# Reynald Pedros
Reynald Pedros (Orléans, 1971. október 10. –) francia válogatott labdarúgó.
A francia válogatott tagjaként részt vett az 1996-os Európa-bajnokságon.

## Góljai a válogatottban
| #  | Dátum               | Helyszín                           | Ellenfél     | Eredmény | Végeredmény | Sorozat              | Jegyzet |
| -- | ------------------- | ---------------------------------- | ------------ | -------- | ----------- | -------------------- | ------- |
| 1. | 1995. szeptember 6. | Stade de l'Abbé-Deschamps, Auxerre | Azerbajdzsán | 4–0      | 10–0        | 1996-os Eb-selejtező | [ 1 ]   |
| 2. | 1996. január 24.    | Parc des Princes, Párizs           | Portugália   | 3–2      | 3–2         | Barátságos           | [ 2 ]   |
| 3. | 1996. május 29.     | Stade de la Meinau, Strasbourg     | Finnország   | 2–0      | 2–0         | Barátságos           | [ 3 ]   |
| 4. | 1996. október 9.    | Parc des Princes, Párizs           | Törökország  | 2–0      | 4–0         | Barátságos           | [ 4 ]   |

## Sikerei, díjai
Nantes
- Francia bajnok (1): 1994–95
- Francia kupadöntős (1): 1992–93